# Pseudanophthalmus catorycetes
Pseudanophthalmus catorycetes är en skalbaggsart som beskrevs av Krekeler. Pseudanophthalmus catorycetes ingår i släktet Pseudanophthalmus och familjen jordlöpare. Inga underarter finns listade i Catalogue of Life.